# 旧加悦町役場庁舎
旧加悦町役場庁舎（きゅうかやちょうやくばちょうしゃ）は、京都府与謝郡与謝野町加悦のちりめん街道（加悦重要伝統的建造物群保存地区）内にある歴史的建造物。1997年（平成9年）3月14日、京都府指定有形文化財に指定された。1927年（昭和2年）3月に発生した北丹後地震により倒壊した加悦町役場庁舎が、1929年（昭和4年）に建て替えられたものである。震災からの復興の記念碑的建築とされ、当時の最新の技法を用いた近代建築史上貴重な遺構といわれている。老朽化により、2002年（平成14年）以降は1階部分しか使えない状況 であったが、2019年（令和元年）8月から、2020年（令和2年）3月にかけ、令和の大修理（後述）が行われ、2階部分が1階部分とともに復原された。日本遺産「丹後ちりめん回廊」の構成文化財の一つである。

## 概要
木造総2階建で寄棟造桟瓦葺となっており、建築面積は256.8平方メートルである。1階は北側に町長室と応接室、2階には会議室と両脇に控えの部屋が設けられている。1928年(昭和3年）12月1日起工。工期8カ月を経て、1929年（昭和4年）7月20日に竣工された。建築設計者には、宮津出身の建築家であり大林組の初代建設部長の今林彦太郎、工事請負人に田邊藤七のほか、大工棟梁には亀飼亀吉、工事監督は山崎萬壽が携わって行われた。なお、役場庁舎の建築は当時の加悦町長であった尾藤庄蔵の指示によって行われており、尾藤と深い信頼関係であったとみられる田邊は他にも大正4年に竣工した加悦小学校や大正15年に竣工した加悦鉄道加悦駅舎など複数の公共事業に携わっている。
旧加悦町役場庁舎の建設にあたっては、西山工場の杉本米治による寄付金1万円、役場建設積立金3千円、昭和元年度決算余剰金8千5百円が投じられた。
1997年（平成9年）3月14日に京都府指定有形文化財に指定された。
長年、役場庁舎として使われてきたが、2001年（平成13年）、庁舎機能は現在の与謝野町役場加悦庁舎に移転した。
2020年（令和2年）7月からは、大規模な改修工事が行われた。改修ののち、2021年（令和3年）3月に竣工された。現在は指定管理者制度により、海の京都DMO与謝野地域本部である、与謝野町観光協会が維持管理を行っている。

## 沿革
- 1928年（昭和3年）12月1日 - 起工[2]。
- 1929年（昭和4年）3月1日 - 上棟祭[2]。
- 1929年（昭和4年）7月20日 - 竣工[2][9]。
- 1997年（平成9年）3月14日 - 京都府指定有形文化財に指定された[1]。
- 2001年（平成13年） - 新庁舎（現在の与謝野町役場加悦庁舎）に移転され、旧加悦町役場庁舎となる[2]。
- 2019年（令和元年）7月17日 - 令和の大修理である、保存活用改修工事に着工した[5]。
- 2020年（令和2年）3月19日 - 保存活用改修工事竣工[5]。

## 旧庁舎の歴史的・文化的・意匠的側面

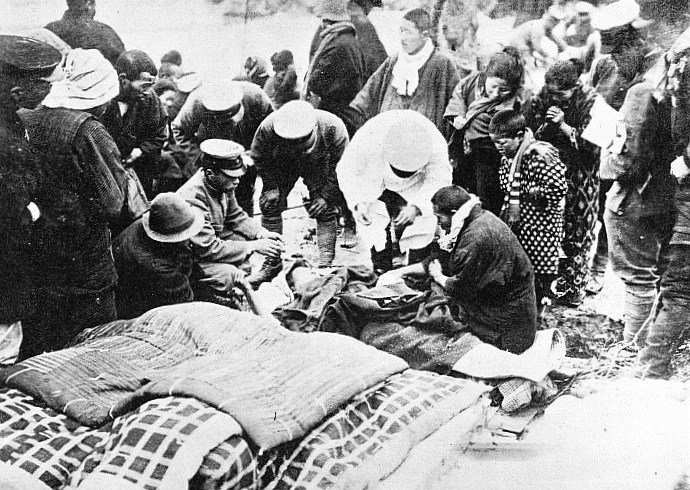
北丹後地震の加悦町内の被害

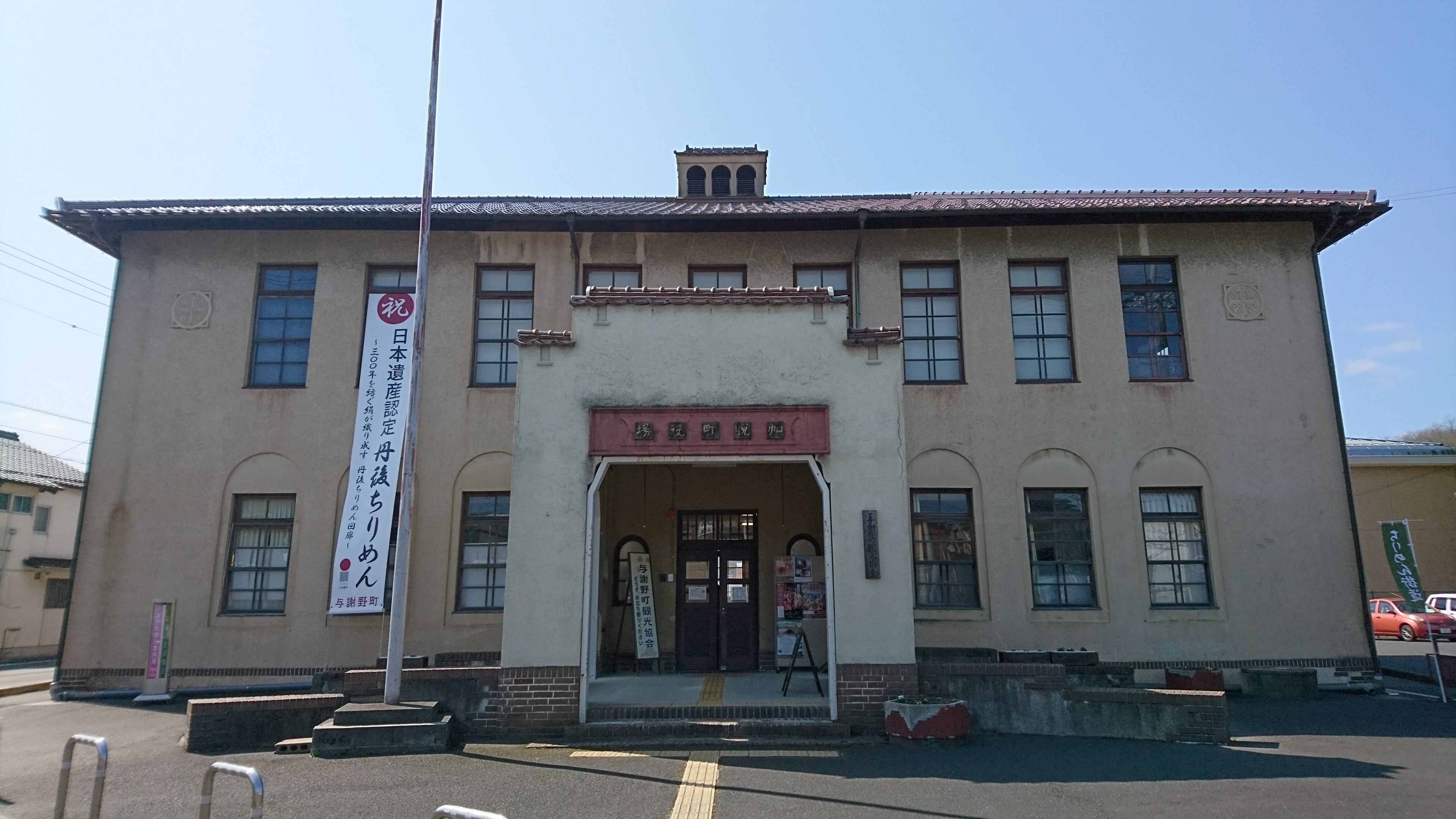
令和の大修理前の旧庁舎

1927年（昭和2年）3月、当地はマグニチュード7.3の北丹後地震に襲われ、同じ場所に建っていた当時の庁舎は倒壊した。その直後から隣接する加悦小学校の一室での業務が再開。5月には仮庁舎も建設された。
町会議事堂の建設計画が持ち上がったが、役場庁舎機能が仮庁舎のままで、必要な諸室の確保ができないことから見直され、役場庁舎と町会議事堂の機能を兼ね備えた旧庁舎が建設された。
スペイン南部発祥の建築様式である、スパニッシュ・ミッション様式の赤瓦屋根であり、クリーム色の外壁左右対称の外観が特徴となっている。これは今林彦太郎が活躍していた当時の大林組が得意としていたものである。なお、様式の名称にある、ミッションは修道院を意味している。また、旧庁舎は、重要伝統的建造物群保存地区であるちりめん街道内にあり、7～8割が昭和20年代に建てられた木造建築物が建ち並ぶ地区である。その中でも近代的な象徴である洋風建築物の旧庁舎はちりめん街道の町並みのアクセントとなっている。

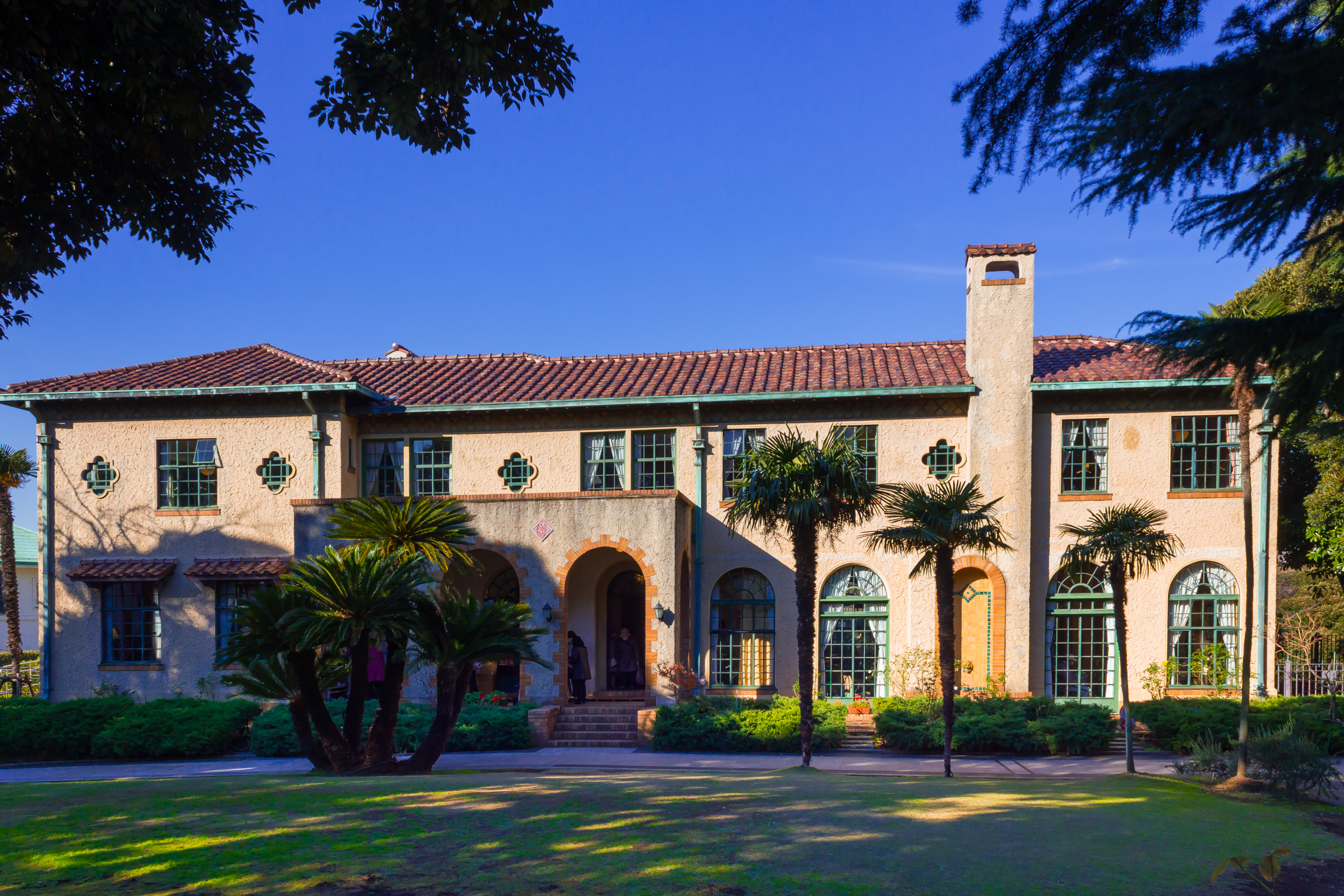
外観が旧庁舎似ているとされる「ベーリック・ホール」

イギリス人貿易商の邸宅である建築学的にも価値のある神奈川県横浜市にあるベーリック・ホールと外観が似ているといわれ、この建物が建っている山手地区内では、戦前の建物で最大規模であることからも、旧庁舎のあるちりめん街道の繁栄ぶりもうかがわせる。なお、建築年はベーリック・ホールよりも早い。
外観の装飾は、3カ所のメダイオンと1階窓まわりのアーチ状の繰り型程度で端正な意匠をしており、また、南面には意匠を凝らした出入口があり、議場の出入口であったということもあるが、ちりめん街道への敬意を込めているといわれている。
建築にあたって、震災を教訓としており、耐震性能についても熟考がなされた。旧庁舎が簡素な平面・立体構成になっているのは、地震に強い構造だからである。さらに鉄筋コンクリートの外壁を採用しているのも、地震後の火災からの延焼を防ぐためである。そのことからも、震災からの復興のシンボルとなっている。

## 令和の大修理

### 発端
そもそもの大規模な修理計画が出されたのは2003年（平成15年）のことであった。建築から長い年月が経過し、耐震性能や床下部分の腐朽や蟻害の問題により、2002年（平成14年）以降は1階部の利用しか出来ない状況となり、2004年（平成16年）、当時の加悦町と丹後土木事務所、消防署等の関係機関での協議がなされ、構造上の安全性が確認できないため、工事に至ることは出来ずに、1階のみしか使えなくなった。2014年（平成26年）の住民参加による会議で、ちりめん街道は町の資源で、かつ旧加悦町役場庁舎は街道の要となる建物であり、住民から建物全体の活用を望む声があがるが、活用内容が決まらず1度、計画が頓挫した。その一方で、基礎部分である床下の腐朽と蟻害は進行。悪化が激しいため、2015年（平成27年）に予備調査に乗り出した。これが、事業を大きく動かす足掛かりとなった。

### 予備調査から改修着工に至るまで
旧加悦町役場庁舎の歴史的かつ構造的、さらには意匠的な価値を損ねない改修と耐震補強の課題は山積していた。全国的にも稀な事業であり、進行は手探り状態であった。岐阜県の中津川市や岡山県の倉敷市への視察を行い、事業遂行のための組織づくりや進行方法を教わった。
2018年（平成30年）1月には、「旧加悦町役場庁舎耐震改修検討委員会」を立ち上げ、各分野の専門家である、14人の構成員により、建築史・意匠、耐震工学、建築構造・材料、木質科学などの英知を集めた。その後、同年3月には、3日間に及ぶ合同調査を実施し、延べ80人の大規模調査となった。同年7月にも40度近い猛暑日が続く中で、地震の振動数の違いによる建物の揺れやすさなどを1日がかりで計測するといった、3月に行われた調査と同規模の調査を行った。その他にも専門部会ごとの調査も行い、これらの調査で得られた情報を基に金沢工業大学での実物を用いた実験等、実験や検証、協議を重ねられた。
調査や協議を繰り返す中で予測を超えた発見があった。万一、経年によるモルタル壁強度の著しい低下や木材の広範囲に及ぶ腐朽が認められれば、公費や作業量が大きく跳ね上がる懸念があったが、建築当初の施工者の工夫により、最悪の事態を免れた。モルタルに珪藻土を混ぜ、柔らかさを加えたことでひび割れが少なく、一定の耐力を持つ効果につながったという。さらに内壁と外壁に設けられた空間に空気の流れが生じていたことにより、木材の腐朽も防いでいたという。
同年12月、耐震改修検討委員会からの提案をもとに、耐震補強・改修の方法を決定した。構造の安全性については、第三者機関の審査を受け、京都府建築審査会の審査を得たうえで、2019年（平成31年）2月、工事を進められる段階に至った。

#### 行われた主な調査
- 地盤等調査
  - 地質の構成の調査。また、共振現象も調べられた[13]。
- 文化財的調査
  - 旧庁舎の歴史的であり、文化的なおかつ意匠的な価値を調査した。これらの価値を損なわない耐震補強と修理方法とした[13]。
- 木部の劣化調査
  - 腐朽並びに蟻害による部材の劣化状況を把握した。今後の腐朽並びに蟻害について維持管理に役立てるための分析も行った[13]。
- 木部調査
  - 柱や梁の樹種や含有率から木部の強度を推定した。木部の健全度を調べ、構造解析の資料にした[13]。
- 構造詳細調査
  - 結果を耐震診断や耐震設計に反映させるための骨格の構造軸組とそれらの接合状況を調査し、現状詳細図等を作成した[13]。
- 防耐火調査
  - 火災発生時の被害を最小にするための方法を検討した[13]。
- 各部の調査
  - 上述の調査のほか、基礎や土台、小屋組、外壁、内壁、柱、梁なども詳細に調べられた。モルタルや漆喰で塗りこめられている部分もはがす範囲を最小限にとどめつつ一部、内部を確認した[13]。
- 耐震補強設計
  - 構造計算法（限界耐力計算）を用いて、現状の耐震性能を把握した。そのうえで、不足分を補う方法を検討し、補強案にて再度計算を行い、補強方法を決定した[13]。

### 着工
2019年（令和元年）7月17日に着工され、同年8月からは工事は本格化した。8月1日からは旧庁舎に隣接する加悦町有線テレビ（現・与謝野町有線テレビ）時代の旧スタジオが解体された。お盆前には、建物北側の屋外スロープなどが撤去された。その後、建物屋内の工事に入った。なお、工事にあたっては、与謝野町が事業主体となり、耐震改修検討委員会の他、与謝野町伝統的建造物群保存地区審議会、文化庁、京都府、よさの作事組などの指導のもと行われた。事業名称は、旧加悦町役場庁舎保存活用改修工事である。

### 工期中
保存修理と復原、耐震補強の主に3つの工事が施された。
文化財建造物の工事では、復原と耐震補強は現状変更となり、規模の大きな根本修理に該当する保存修理は柱や梁などを主要構造部にまで及んだ破損を部分的に解体し修理、健全な状態に回復させた。修理のひとつである、復原は古写真や図面等の根拠となる資料が必須であり、建造物の歴史を考慮したうえで、当時の仕様に復した。
しかしながら、修理で健全な状態にするだけでは耐震性能に問題がある事が調査で明らかとなったため、耐震補強工事も行った。補強方法としては、文化財の価値を損なわずに伝統的な工法の構造特性に適した方法を採用した。
2019年（令和元年）8月に始まった解体工事では、床板は取り外され、すべてに番号がふられ、元の位置に戻すまでは、別の場所で一時的に保管された。基礎コンクリートが打設される前に土壌の白蟻対策が行われた。重機が入らない場所の掘削もあり、人力でも行われた。基礎コンクリートは9月27日に打設された。円滑に打設は進み左官職人による表面の仕上げは見事だった。
雨漏りが確認された、玄関の車寄せは、文化財建造物の修理工事であり、部材の再利用が基本のため、瓦も丁寧に取り外された。また、今回の工事では、既存の基礎コンクリートを支えるため並びに、湿気・白蟻対策のための基礎コンクリートの増設が施された。屋外から床下に流れ込む雨水・雪解け水による床下部分の腐朽と蟻害は甚大であり、対策として外周に側溝を設けた。外周の基礎工事は、10月末までには終えた。
11月からは耐震補強工事を始め、耐震補強のために新設する鉄骨梁を支える柱を据え付け、1階西側に全部で4本の独立柱を新たに設けた。修理工事においてクレーンが使えず、鉄骨梁は切断、人力で運び込み、設置を行った。最大約400キログラムの重量であった。耐震補強の鉄骨梁の新設は人力による作業で搬入から設置まで丸2日を要した。新設された1階西側の鉄骨梁は旧庁舎屋内の雰囲気に調和するよう木材を用いた仕上げ工事を行った。また、外壁工事では、外部に足場を組み、ひび割れであるクラックを調査し、外壁を高圧洗浄。表面の汚れを落とし、補修工事を行う。
2階の北側の居室は耐震補強後、改修時の新建材を砂擦壁の養生材として残した。1階北側の居室は物置だったものを救護室でも活用できるようにと和室にした。
一旦外した瓦は、汚れを落としたうえで傷み具合を確認ののち、葺きなおした。再利用できない瓦のみ新しいものに替えられた。旧議場室内の壁のみクリーム色の漆喰壁である大津壁であることが調査で分かり、大津壁に復原する工程がなされた。装飾がある4枚のみ残っていた現存する当初の天井板は当時では高級なベニヤ板が用いられており、補修後に元の位置に戻された。現存以外の天井板は雨漏りにより多孔質のボードに張り替えられていたが、今回の修理によりベニヤ板での復原が行われた。旧議場の織り上げ天井の漆喰塗りの修理も施された。なお、当該箇所は、内壁の大津壁と異なっており、当初から白色の漆喰塗りであった。

#### 主な工事内容
1階
- 保存修理
  - 腐朽や蟻害で損傷が激しい主に床下部分と北西角、車寄せの木部の修理した[22]。
- 復原
  - 外側へ接する窓の上げ下げ窓を外側への両開き窓へ復原した[22]。
- 耐震補強
  - 西側に鉄骨梁1本を新設、さらに柱4本を新設。新設柱部分に袖壁を新設。方丈の付く柱を、添え柱で両側から補強。内側の一部には乾式土壁パネルを新設した[22]。
- 整備
  - 当初の設置ではない部分であった、受付カウンターを撤去した。撤去したカウンターの一にスロープを設置し安全確保のため、南北の階段には手すりを新設した。スロープを撤去し側溝を配置することで床下への雨水侵入防止と床下換気を図った[22]。

2階
- 復原
  - 外側へ接する窓の上げ下げ窓を外側への両開き窓へ復原した。屋内の建具を旧状に復原した。古写真と現場に残されていた痕跡を根拠とし、旧議場の天井を格縁天井に復原した。旧議場の室内側の内壁を大津壁に復原した。当初の設置ではない部分であった北側控室の間切りを撤去した[22]。
- 耐震補強
  - 内側の一部には乾式土壁パネルを新設した[22]。
- 整備
  - 安全確保のための南北の階段への手すりを新設した[22]。

屋外部
- コーキング補修
  - 建具と壁面との隙間からの雨水侵入を防ぐ目的で、建具周辺を目地材で充填した[23]。
- 屋外に接する窓の復原
  - 上げ下げ窓から外側への両開き窓に復原した[23]。
- 正面玄関の車寄せの損傷部分の修理
  - 壁内部への雨水侵入が原因で損傷が著しかった。腐食により消失していた柱や梁などは新しいものに取り替えられ、外壁を復旧した。車寄せの瓦は一時撤去し、修理後に瓦を葺きなおした。ただし、大棟と追い止め瓦の再利用は出来ず、新しい瓦で葺き替えられた[23]。
- 隅柱の損傷部分の修理
  - 隅の通し柱は、雨水浸込により腐朽が著しかったため、根継ぎにより修理し、外壁を復旧した[23]。
- スロープの撤去
  - 床下換気を妨げていたスロープ(2006年設置）は撤去し、外壁を修復した[23]。
- 外壁のひび割れ修理
  - ひび割れ（幅1ミリ以上）の部分に樹脂を注入した[23]。
- 雨どいの修理
  - 経年により損傷した部分を取り替えた[23]。
- 北西角の損傷部分の修理
  - 北西角はスロープや土間からの雨水浸込により、腐朽が著しかった。隅の通し柱は根継ぎにより修理され、周りの腐朽が著しい軸組部材は新しいものに取り替え、外壁を復旧した[23]。
- 仮設鉄骨フレームの撤去
  - 車寄せの補強を目的として設けられていた、仮設の鉄骨フレームを撤去。補強の役割は根本が腐り、担えていなかった[23]。

### 竣工
2020年（令和2年）3月19日に竣工した。総事業費は1億1千34万7千円であった。国庫補助事業の対象であったため、工期中の2019年（令和元年）10月11日に文化庁の調査官が現地確認に訪れ、旧議場の天井の仕様などについて相談と協議が行われた。また、2020年（令和2年）、2019年（平成31年）3月ならびに2020年（令和2年）3月卒業の京都府立宮津高等学校・京都府立宮津天橋高等学校建築科の3年生（当時）が製作した修理前・修理後の構造模型がそれぞれ与謝野町に寄贈された。なお、生徒は製作にあたり、2019年（令和元年）10月に開催された工事現場の現地見学会を視察している。

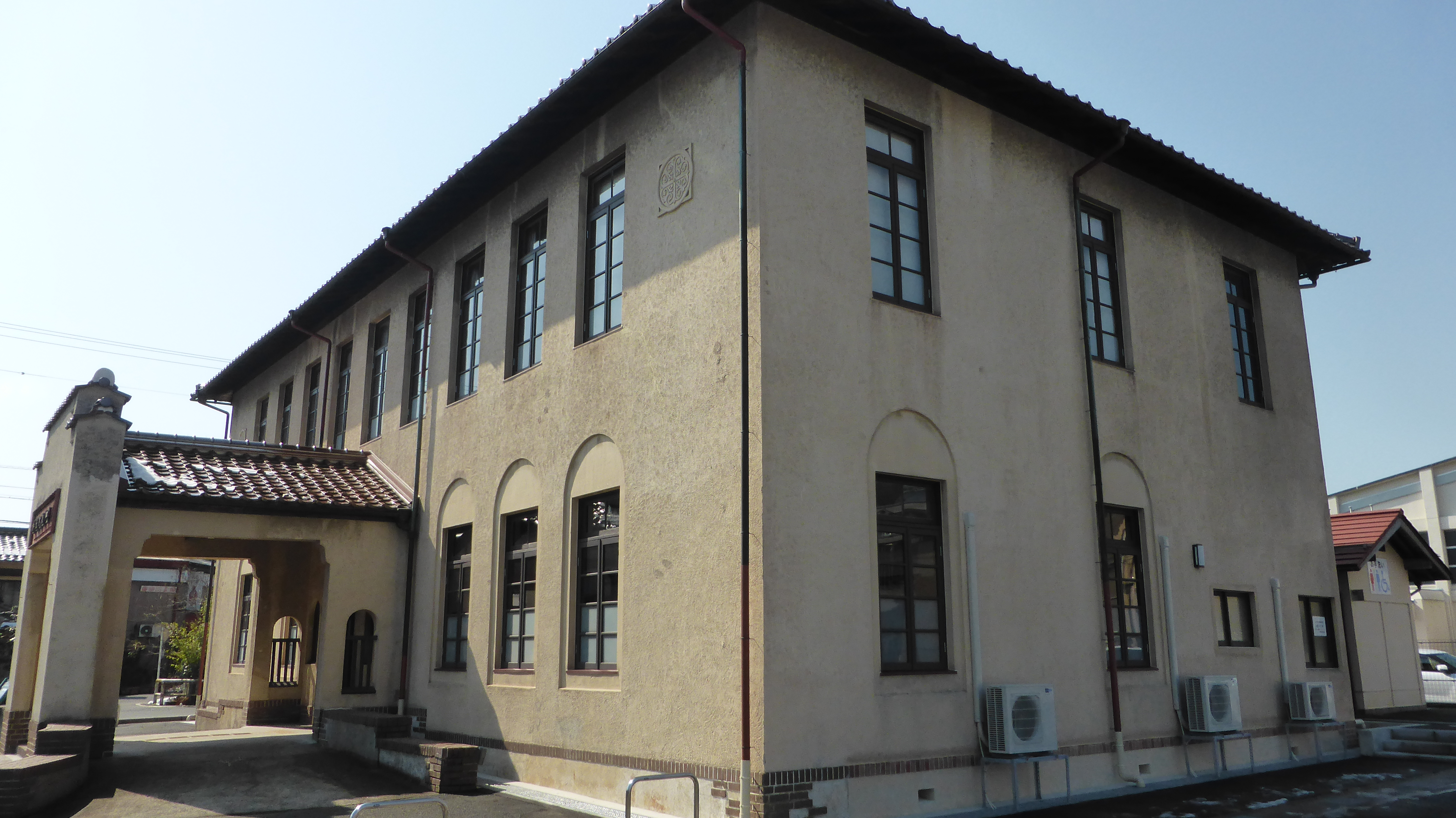
外観
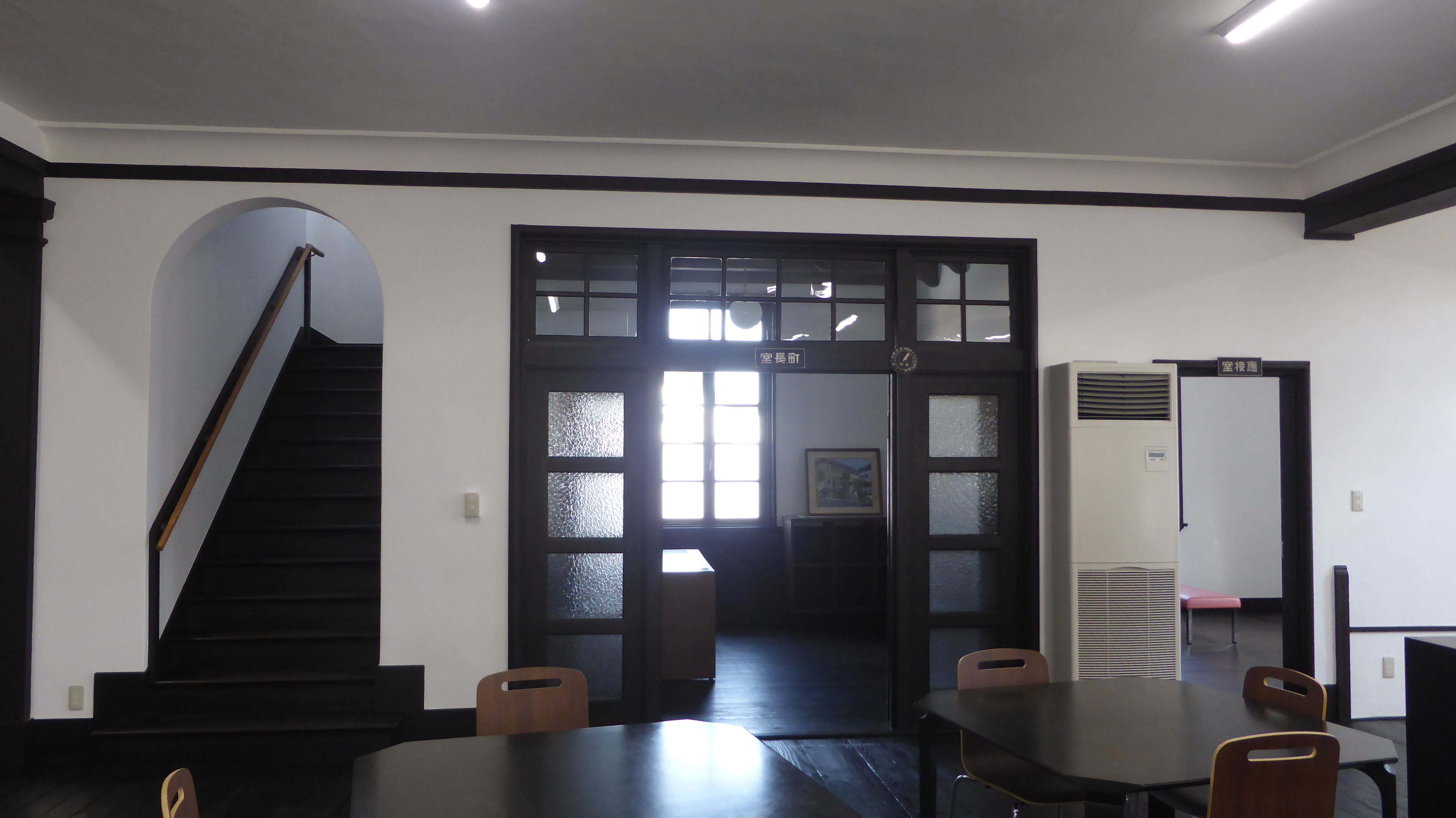
展示室（旧町長室）入口
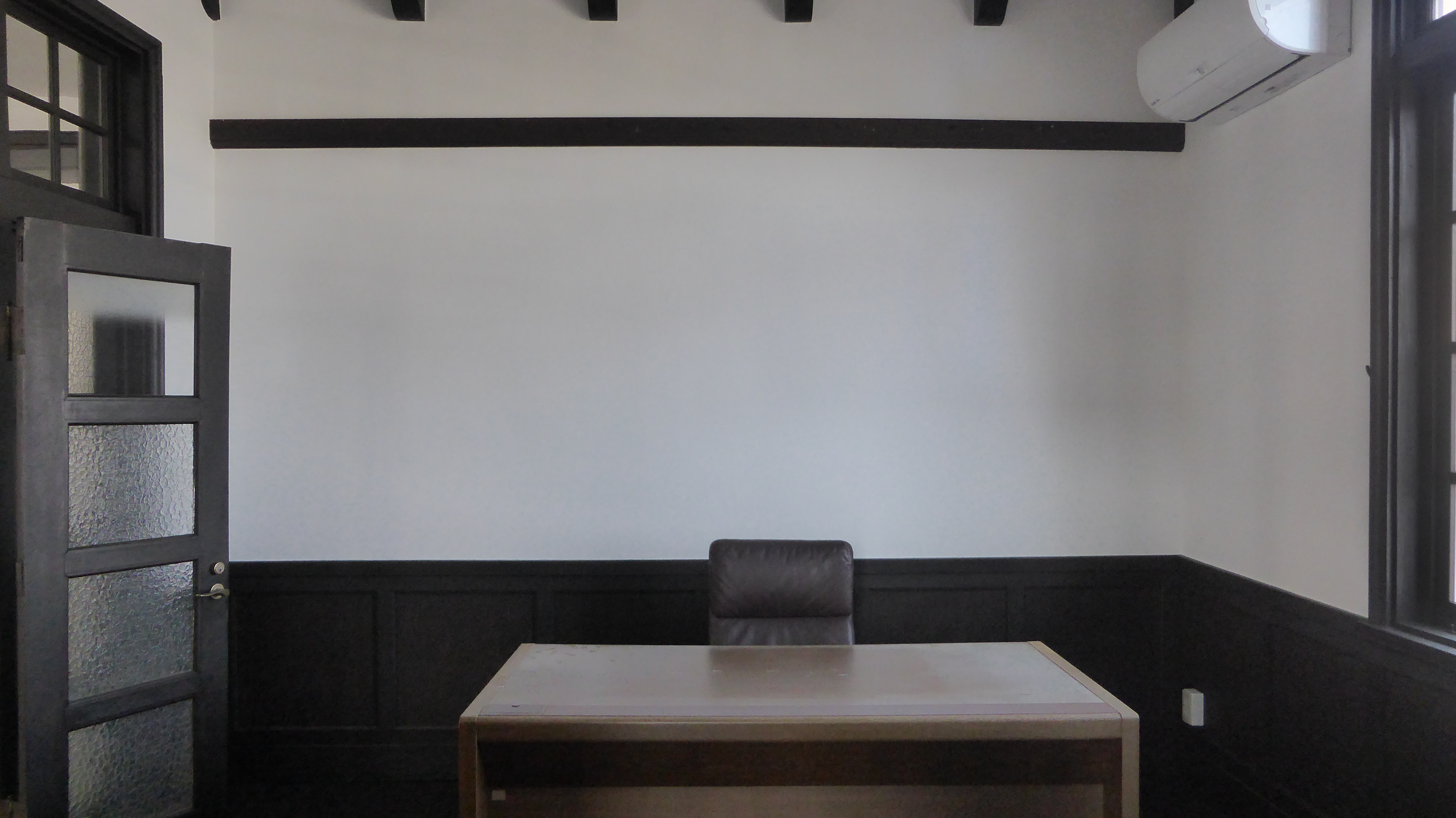
展示室（旧町長室）
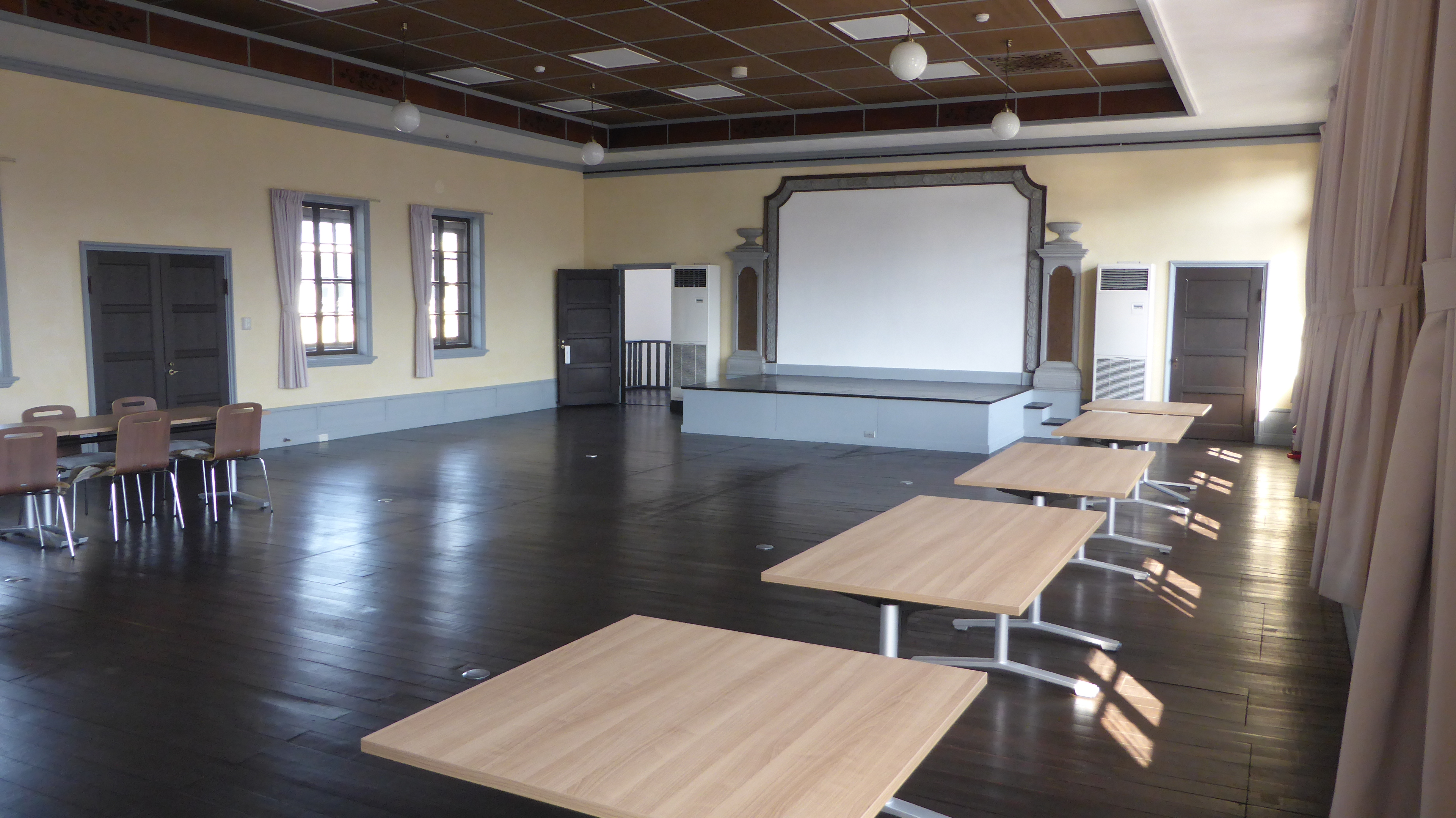
研修室（旧議場）
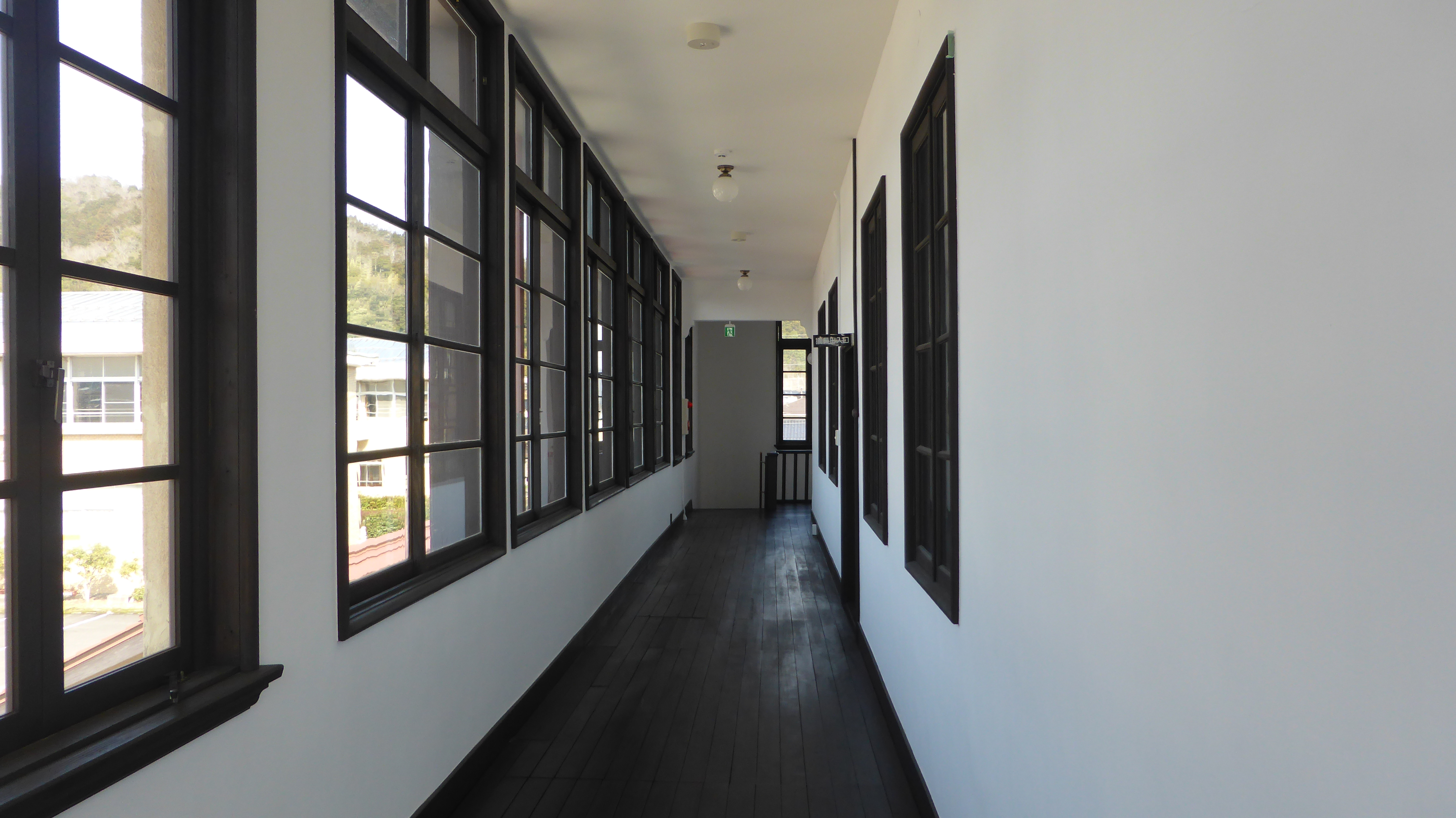
2階廊下

## 修理後の活用

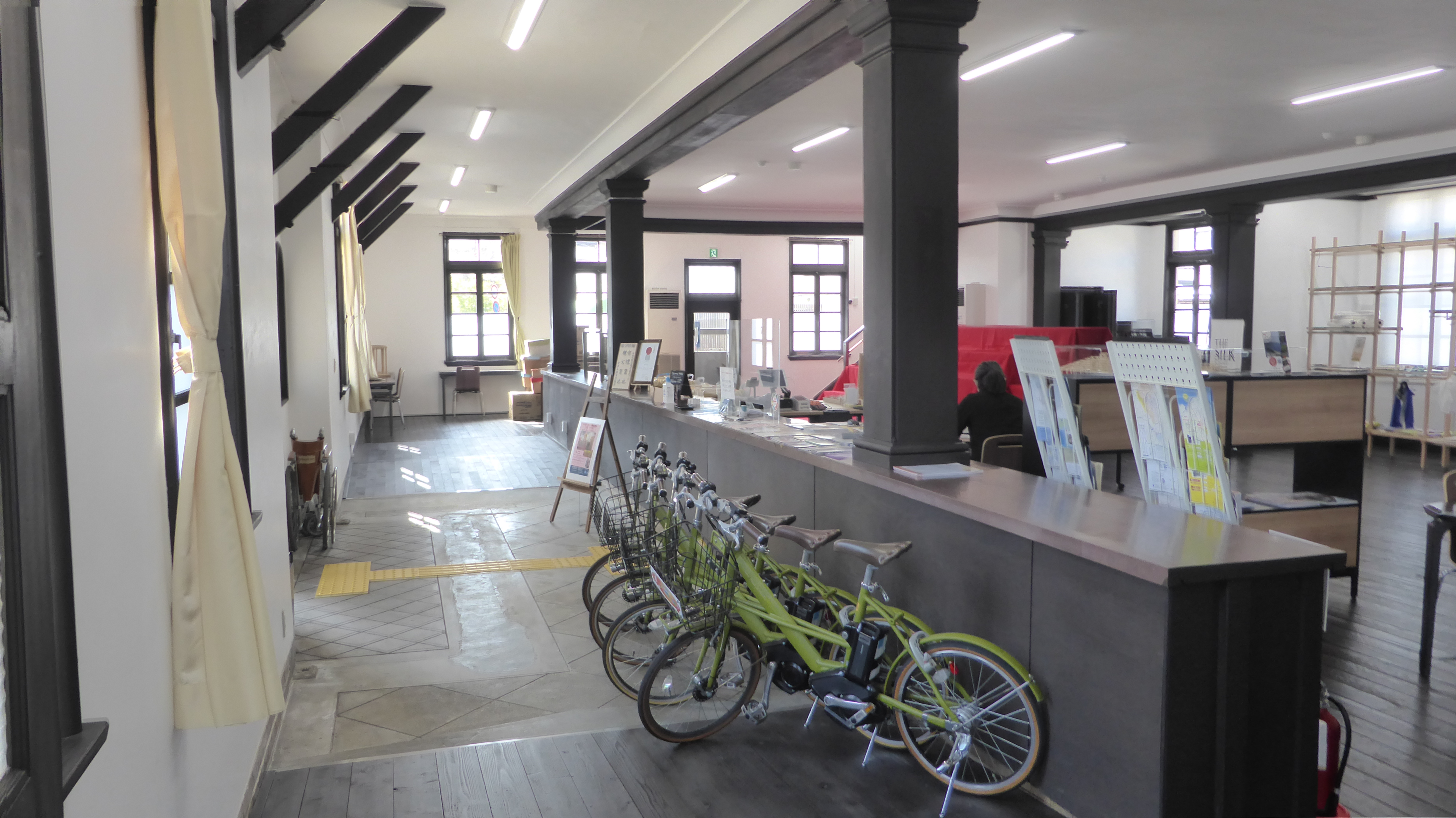
1階カウンター

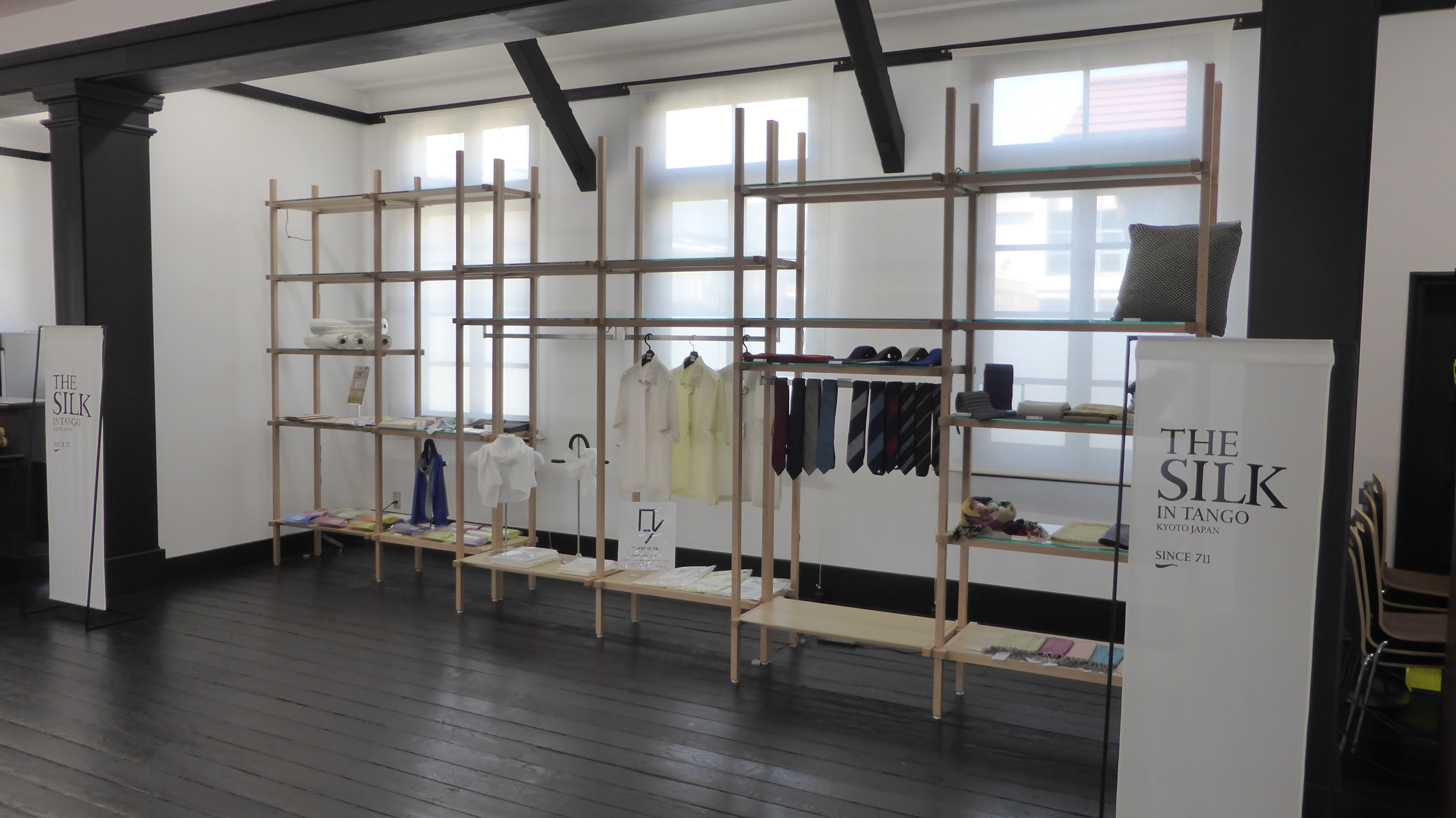
1階展示スペース 丹後ちりめん商品の展示

2020年（令和3年）4月1日、人々の交流が生まれる観光・交流の場として「旧加悦町役場庁舎」が開館した。指定管理者制度により、海の京都DMO与謝野地域本部である、与謝野町観光協会が維持管理を行う。1階に観光案内所と休憩スペースを設けられた。同じく1階の旧町長室や旧応接室は展示スペースとして一般公開されている。また、開館に先立ち京都府立宮津高等学校・京都府立宮津天橋高等学校建築科の卒業生より寄贈された改修工事前と工事後の2体の構造模型が展示されている。2階の旧議場は予約制の貸室として使用ができ、普段は一般公開されている。なお、2階には南北居室がそれぞれ1部屋あり、南居室には観光協会の事務局が入っている。
開館後の利活用について町長は、コロナ禍の影響は受けているものの、施設の利用状況は多様化しており、近隣の子どもたちに体験事業の拠点として活用されている、今後は段階的に観光客の受け入れを引き上げ、与謝野の文化に触れる取り組みができると思っていると述べた。